# Horizon (navire)
L’Horizon, est un navire de croisière construit en 1990. Il a navigué d'avril 2012 à 2017 sous les couleurs de la compagnie Croisières de France puis de 2017 à 2020 pour Pullmantur Cruises. Après la liquidation de cette compagnie, en conséquence de la crise du Covid-19,, le navire finit par être démantelé à partir d'août 2022 en Turquie.

## Histoire
L’Horizon a été construit aux chantiers allemands Meyer Werft comme sister-ship du MV Zenith, il a été livré en 1990 à la compagnie américaine, Celebrity Cruises, groupe Royal Caribbean Ltd. On peut d'ailleurs apercevoir le X sur la cheminée. Il a d'abord navigué sous pavillon du Libéria et en 2002 sous celui des Bahamas.

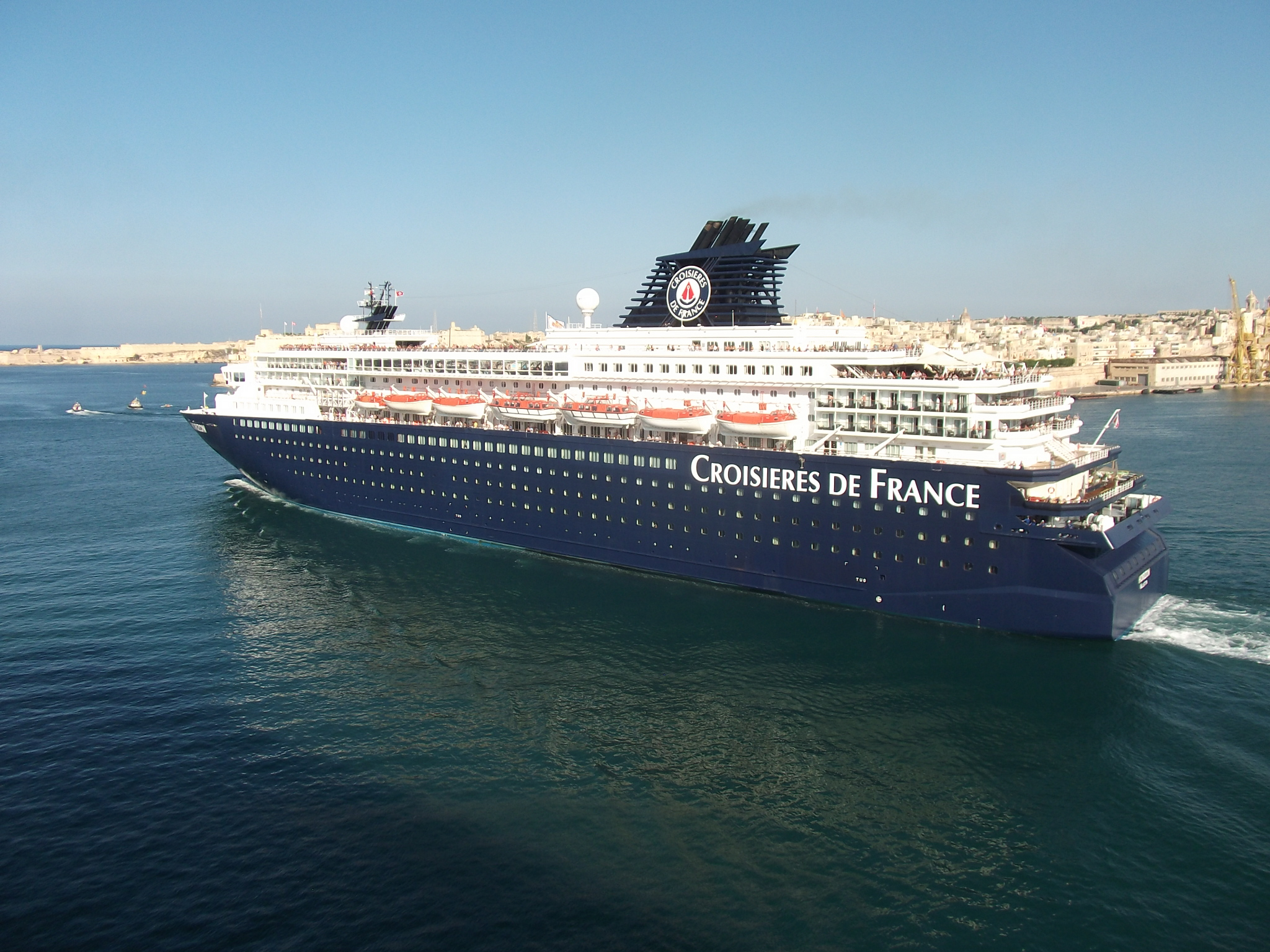

En 2006, après nombreux travaux, il a navigué en mer Méditerranée à partir de Palma de Majorque sous le nom d’Island Star pour la Island Cruises, une compagnie britannique créée par Royal Caribbean Cruises Ltd. et First Choice Travel PLC du groupe TUI. À cette époque, la gestion technique ainsi que l'armement de l'équipage de conduite sont fournis par une Société de Shipmanagement basée à Monaco. Un autre navire de croisière, l'Island Escape, naviguait également sous ces mêmes couleurs.
En 2008, le propriétaire de l'ex-Horizon, Royal Caribbean Ltd., vend les 50 % de parts qu'il possède sur Island Cruises à First Choice.
En 2009, après la vente de la compagnie Island Cruises, le groupe Royal Caribbean Ltd. renomme l’Island Star MV Pacific Dream et le transfère vers l'une de ses compagnies, l'espagnole Pullmantur Cruises qui l'exploitera jusqu'à fin 2011.
En 2012, après importante refonte, le navire est renommé Horizon (nom d'origine), et quitte la compagnie Pullmantur Cruises pour la compagnie Croisières de France, afin de remplacer le paquebot Bleu de France vendu à Saga Cruises.
Le navire a été inauguré le 28 avril 2012.

## Sources
- (en) Cet article est partiellement ou en totalité issu de l’article de Wikipédia en anglais intitulé « MV Horizon » (voir la liste des auteurs).